# Гарсия, Луис Альберто
Луис Альберто Гарсия Брито (исп. Luis Alberto García Brito, родился 19 апреля 1995 в Санто-Доминго) — доминиканский тяжелоатлет, серебряный призёр Универсиады 2017, участник Олимпиады-2016 в Рио-де-Жанейро.

## Карьера
Гарсия выиграл две серебряные медали на играх Центральной Америки и Карибского бассейна 2014 в мексиканаском Векакрусе, приняв участие в соревнованиях мужчин до 56 кг. Луис Альберто принял участие в Панамериканских играх 2015 в Торонто. Там он завоевал бронзовую медаль, подняв 115 килограммов в рывке и 141 в толчке. После этого выиграл три золотых медали на юниорском Панамериканском чемпионате 2015 года, а спустя год, уже на взрослом первенстве, стал бронзовым призёром. Главный успех в карьере пришёл к Луису в 2017 году, когда в августе он выиграл серебряную медаль летней Универсиады, уступив лишь знаменитому северокорейскому тяжелоатлету Ом Юн Чхолю. Во время упражнений в толчке, Луис Гарсия пытался побить рекорд Универсиад, но успеха не случилось.